# Carlton Ogawa
Carlton Susumi Ogawa (29 de agosto de 1934-23 de septiembre de 2006) fue un deportista canadiense que compitió en remo como timonel. Participó en los Juegos Olímpicos de Melbourne 1956, obteniendo una medalla de plata en la prueba de ocho con timonel.

## Palmarés internacional
| Juegos Olímpicos | Juegos Olímpicos      | Juegos Olímpicos | Juegos Olímpicos |
| Año              | Lugar                 | Medalla          | Prueba           |
| ---------------- | --------------------- | ---------------- | ---------------- |
| 1956             | Melbourne (Australia) | Medalla de plata | Ocho con timonel |